# Procedimiento Brams-Taylor
El procedimiento o teorema de Brams-Taylor es un resultado de la división justa descubierto por Steven Brams y Alan D. Taylor. Publicado por primera vez en la edición de enero de 1995 en el American Mathematical Monthly, es el primer procedimiento tiempo finitos para producir una división libre de envidias de un conjunto infinitamente divisible entre cualquier número entero positivo de jugadores. Antes del descubrimiento de esta teorema, Sol Garfunkel sostuvo que el problema resuelto por el teorema, es decir, el de n-personas y la división justa, era uno de los problemas más importantes de las matemáticas del siglo XX.
Brams y Taylor tienen una patente en EE. UU. relacionada con este resultado.